# 18395 Schmiedmayer
18395 Schmiedmayer este un asteroid din centura principală de asteroizi.

## Descriere
18395 Schmiedmayer este un asteroid din centura principală de asteroizi. A fost descoperit pe 21 septembrie 1992 la Tautenburg de Lutz Dieter Schmadel și Freimut Börngen. Asteroidul prezintă o orbită caracterizată de o semiaxă mare de 2,41 ua, o excentricitate de 0,11 și o înclinație de 4,8° în raport cu ecliptica.